# Tony Sheridan
Tony Sheridan (21. května 1940 Norwich, Anglie – 16. února 2013 Hamburk, Německo) byl britský zpěvák a kytarista.
Vystudoval výtvarné umění. Počátkem šedesátých let spolupracoval se skupinou The Beatles, se kterou nahrál album My Bonnie. V letech 1967–1969 sloužil ve Válce ve Vietnamu. Následně se po zbytek života opět věnoval hudbě.
V roce 2011 vystoupil na charitativním koncertě skupiny The Boom Beatles Revival Band and Orchestra v Česku ve městě Ústí nad Labem.